# Quintanilla de Onsoña
Quintanilla de Onsoña is een gemeente in de Spaanse provincie Palencia in de regio Castilië en León met een oppervlakte van 51,06 km². Quintanilla de Onsoña telt 185 inwoners (1 januari 2016).

## Demografische ontwikkeling
Bron: INE, 1857-2011: volkstellingen
Opm.: In 1857 werden de gemeenten Postillejo, Vellilas del Duque, Villantodrigo, Villaproviano en Villarmienzo aangehecht